# Місто на Магдаленсберг

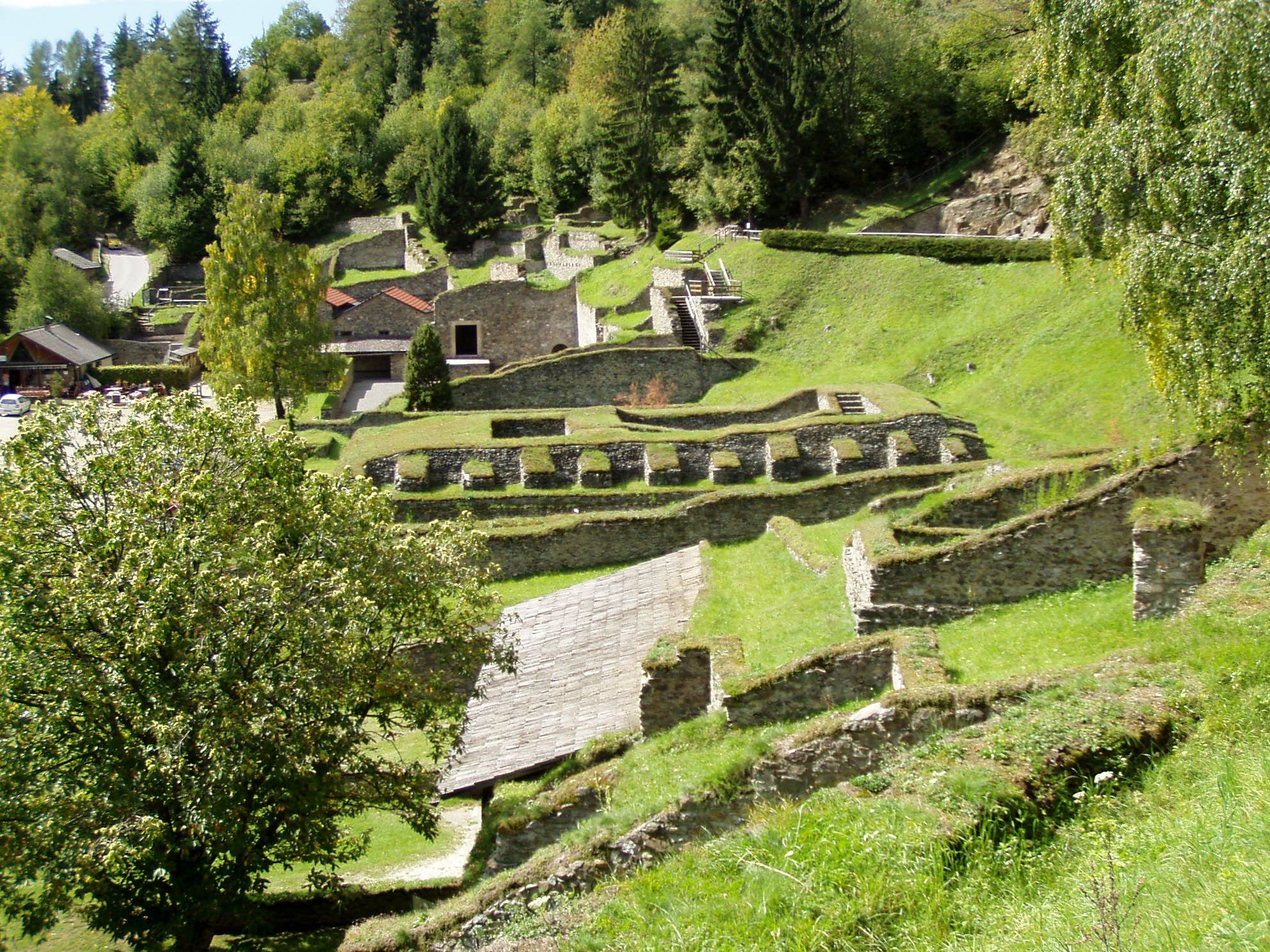
Вид зі сходу на храм і преторій

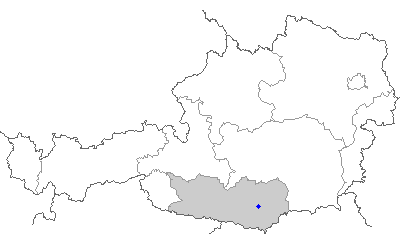
Розташування Магдаленсберг у Каринтії (сірим), Австрія

Місто на Магдаленсберг — поселення держави Норик, яке існувало з I ст. до н. е. до середини I ст. н. е. на схилах і на вершині плато гори Магдаленсберг на краю Каринтського Цолльфельда. До і на початковій фазі римської окупації воно було важливим торговим пунктом, особливо для норійського заліза. Поселення було залишено після побудови римського міста Вірунум на Цолльфельді, тому документально розрахунковий період існування міста становить всього близько 90 років.
Найбільш значущою індивідуальною знахідкою є статуя Юнака з Магдаленсберг.

## Історія

### Початок поселення

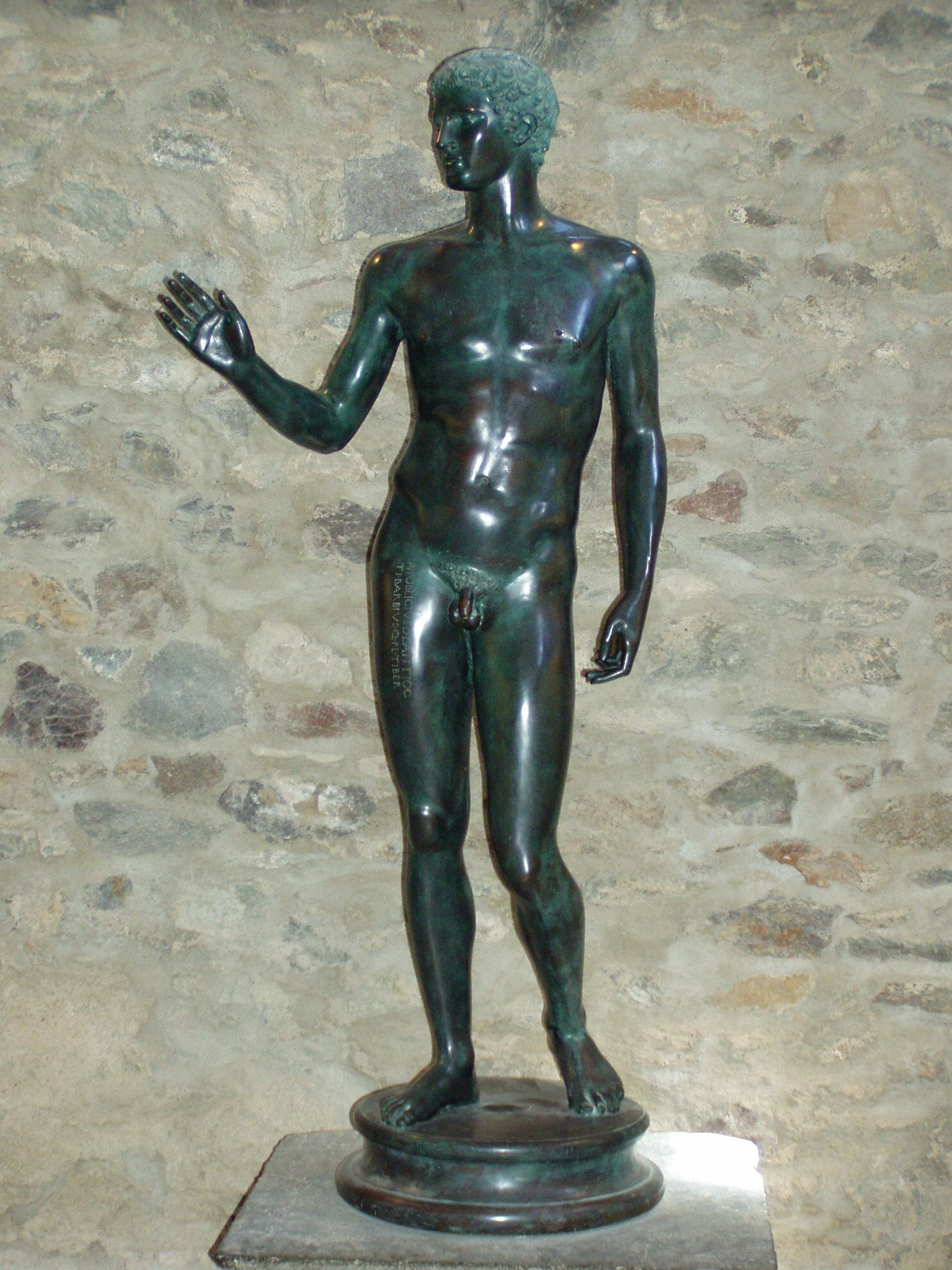
Юнак з Магдаленсберг

У III ст. до н.е. кельтські норики оселилися на території нинішньої Каринтії. Завдяки багатим і високоякісним покладам заліза (ferrum Noricum — нориське залізо) йшла жвава торгівля із Середземноморським регіоном. У 170 р. до н.е. норики уклали договір добросусідства з Римом (hospitium publicum). Торгові відносини привели до того, що в середині I ст. до н.е. римські торговці оселилися на Магдаленсберзі і заснували там ринок (emporium).
Вони обрали це місце тому, що на Магдалененсберзі або розташовувалась резиденція правителя Норика, або там було святилище на вершині, під охороною якого вони хотіли перебувати, а резиденція правителя Норика була неподалік. Однак до сьогодні на Магдаленсберзі не відомо жодного кельтського поселення, яке б за концентрацією розкопок можна віднести до римської епохи. У будь-якому випадку, місце знаходилося в безпосередній близькості від родовищ залізної руди в Гертшицталі (Hüttenberger Erzberg) і в Леллінгу.
Перші розкопки на північній стороні гори 2006 року дозволили датувати один з кількох мурів, видимих у цьому районі, періодом між 40 і 30 роками до н.е. Мур зроблений із землі і не має стінок-оболонок чи дерев'яних балок. Перед муром розташовані рів і контркарп. Мур нагадує тип фекамп, який в основному можна знайти в пізньокельтській центральній і північній Франції.
Про початкову фазу римського ринку відомо небагато. Ймовірно, це було в основному місцем виплавки норійського заліза та простої торгівлі. На важливість ринку вже в той час вказує замовлення статуї Юнака з Магдаленсберг двома торговцями, яке відбулося в цей час.
Торгівля з Римом суттєво розгорнулася приблизно в середині I ст. н.е. Вважається, що причинами були високий попит на зброю та інші товари внаслідок галльських походів Цезаря та громадянських війн, що почалися після них. Приблизно у той час у поселенні було створено форум. Він був оточений будинками, так званими табернами; деякі з яких були заглиблені в землю і слугували складами, офісами та квартирами. З західного боку була побудована базиліка, яка виконувала функцію терм. На східній вузькій стороні стояла Торгова базиліка розмірами 30×17м. Це розташування на південному схилі під зоною вершини за своїм планом відповідає італійським моделям і є унікальним у внутрішніх Східних Альпах. Цим періодам будівництва до правління Августа та його раннього періоду правління слідують ще три: зрілий Август, пізній Август-ранній Тиберій і ранній Клавдій.
У 20-х роках до н.е. норики збудували укріплення з центральним святилищем на плато вершини, як вважається з пропагандистсько-репрезентативною метою. Дизайн будівель торговців у цей час говорить про матеріальне і культурне процвітання. Будинки побудовані за технологією стін з штукатуркою та пофарбовані зсередини. Особливої уваги заслуговують фрески в другому і третьому помпейському стилі (близько 20 р. до н.е.) з міфологічними та буколічними мотивами.
Процвітання купців відбивалось і на решті їхнього способу життя: за італійськими звичаями вони вживали серед іншого імпортні гарум (гострий рибний соус), оливки і вино, які подавали в бронзовому, скляному та терра-сигілатному посуді. З портретних скульптур, найдавніших на території нинішньої Австрії, можна зробити висновок про наявність римських скульпторів. Портрети норійських жінок і написи з кельтськими іменами показують, що місцеві жителі брали активну участь у римській культурі. Крім торгівлі існувало екстенсивне виробництво товарів. У кварталі на схід від форуму розташовувалися цехи з обробки кольорових металів (ймовірно, переважно латуні). Тут виготовляли фібули, пряжки для ременів та інші вироби для місцевого використання, а також для експорту в межах Норики.

### Римська окупація

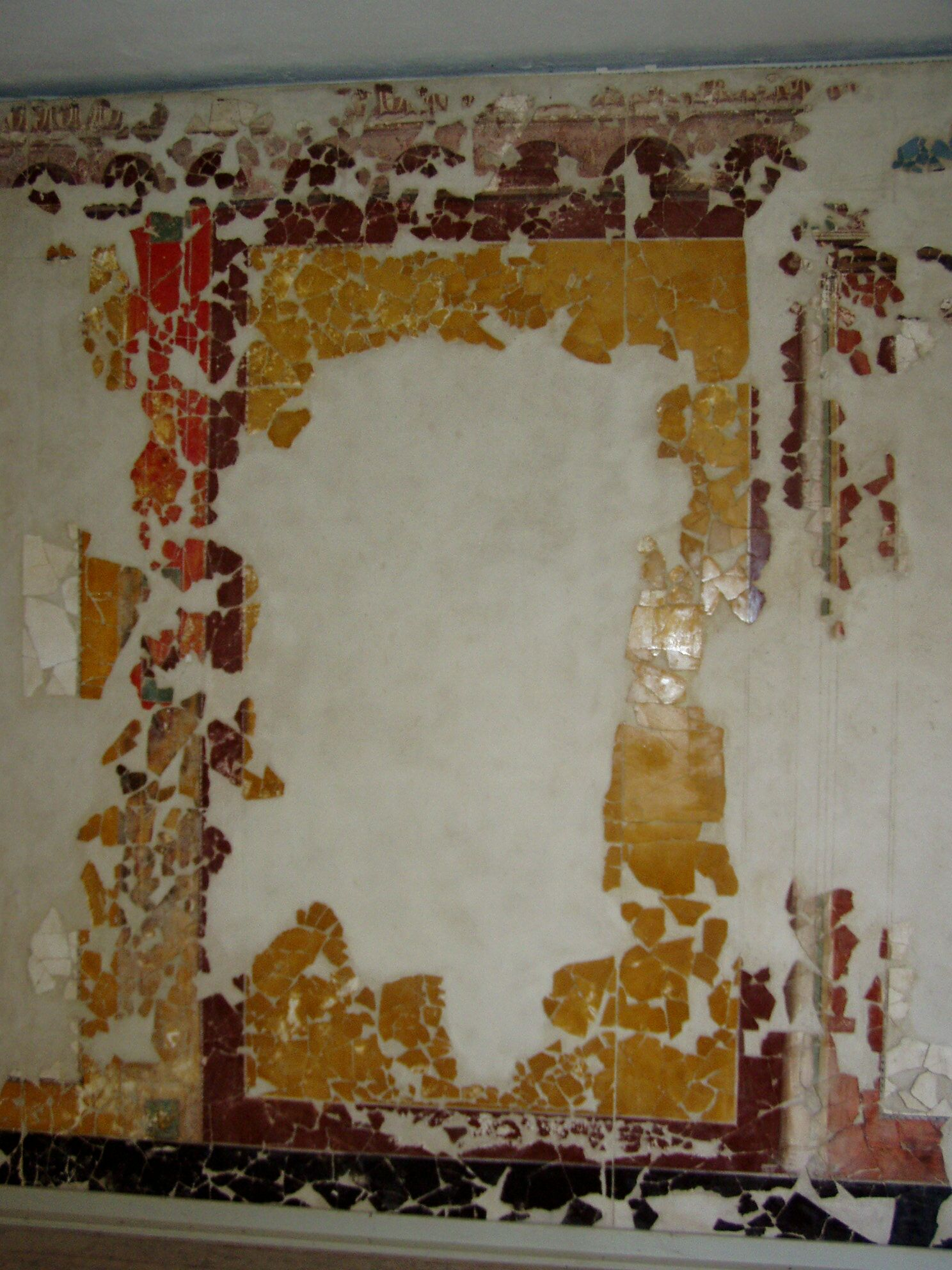
Настінні розписи з консультативної кімнати, реконструйовані із уламків

Включення держави Норик до складу Римської імперії 16/15 р. до н.е. відбувалось мирно. В результаті нориські традиції та племінні структури значною мірою збереглися. Для міста на Магдаленсберг інтеграція була пов'язана з оновленням. Воно стало політичним центром римських Східних Альп. Це передбачало масштабні будівельні роботи. Можливо, попередні будівлі були пошкоджені чи зруйновані під час землетрусу між 10 і 20 роками нашої ери (що не зафіксований в джерелах). У площі форуму відбулися значні зміни: засипані таберни на північному заході, а на цьому місці збудовано преторій. Базиліку торговців на східній стороні прибрали, а вільний простір збільшили. У табернах на східній стороні попередні льохові будівлі доповнювалися наземними спорудами.
За часів Тиберія з північного боку був побудований подіумний храм, спочатку з чотириколонним фасадом. За цей час у східній зоні форуму сталася велика пожежа, яка знищила переважно житлові будинки та складські приміщення. У період раннього Клавдія розпочалася перебудова храму на периптер із шестиколонним фасадом, але її вже не було завершено. Майстерні кольорових металів на схід від форуму були значною мірою замінені житловими будинками, а доступ до них проходив по вулиці з форуму, що вела до подвійних воріт на східному краю гірської западини.
На південно-західній терасі від форуму було зведено велику будівлю терм, яка замінила початкові терми на форумі, що були переобладнані на представницьку будівлю. На східній частині південного схилу було побудовано великі двоповерхові житлові будинки з житловими площами до 150 м².
За цей час місто збільшилося приблизно на 3 км². Населення, ймовірно, становило від 3000 до 5000 осіб.

### Залишення поселення
Знахідки в районі міста закінчуються серединою I ст.н.е., за винятком святилища на вершині гори, де є знахідки, що відносяться до пізньої античності. Поселення було покинуто досить швидко, а ряд будівель, такі як храм, залишилися недобудованими. Місто було замінено муніципієм Клавдієм Вірунумом, розташованим безпосередньо біля підніжжя гори у Цолльфельді, який був створений наприкінці 40-х років н.е. на місці невеликого придорожного поселення. Це поселення розташовувалось на важливій центрально-нориській дорозі від Дунаю до Італії, і від нього вів шлях вів до Магдаленсберг.
Як і багато інших подібних міст у нових провінціях, Вірунум був запланованим заснуванням як автономне римське місто і взяв на себе роль столиці і, можливо, також назву міста на Магдаленсберг.

## Назва міста
Назва міста на Магдаленсберг джерелами не передається. Існують дві теорії щодо назви міста.
Одна з теорій бачить  у місті на Магдаленсберзі місто Норею, де відбулася битва при Нореї між римлянами і тевтонцями і яке згадується Цезарем. Проти цієї тези свідчить відсутність знахідок на Магдаленсберзі з другого століття до нашої ери, коли вже згадується Норея. Останнім часом ця теза втрачає схвалення.
Все більше на перший план виступає припущення, що місто на Магдаленсберзі мало назву його наступника у Цолльфельді — Вірунум. З одного боку, щойно заснований римський муніципій часто переймав назви своїх поселень-предтеч, які були переважно на пагорбах, з іншого боку, у притворі представницького будинку було знайдено фрагмент таблички з написом, на якій букви VIRVN […] можна прочитати в останньому рядку. Оскільки присвята зазвичай розташована у цьому місці тексту, це припускає значення VIRVN [ensis] або VIRVN [um]. Герхард Добеш зміг показати, що легенда про заснування Вірунума, передана в пізньоантичних джерелах, посилається на місто на Магдаленсберзі через опис місця розташування.
Отто Х.Урбан, навпаки, вважає можливою зміну назви з Норея на Вірунум.

## Економіка

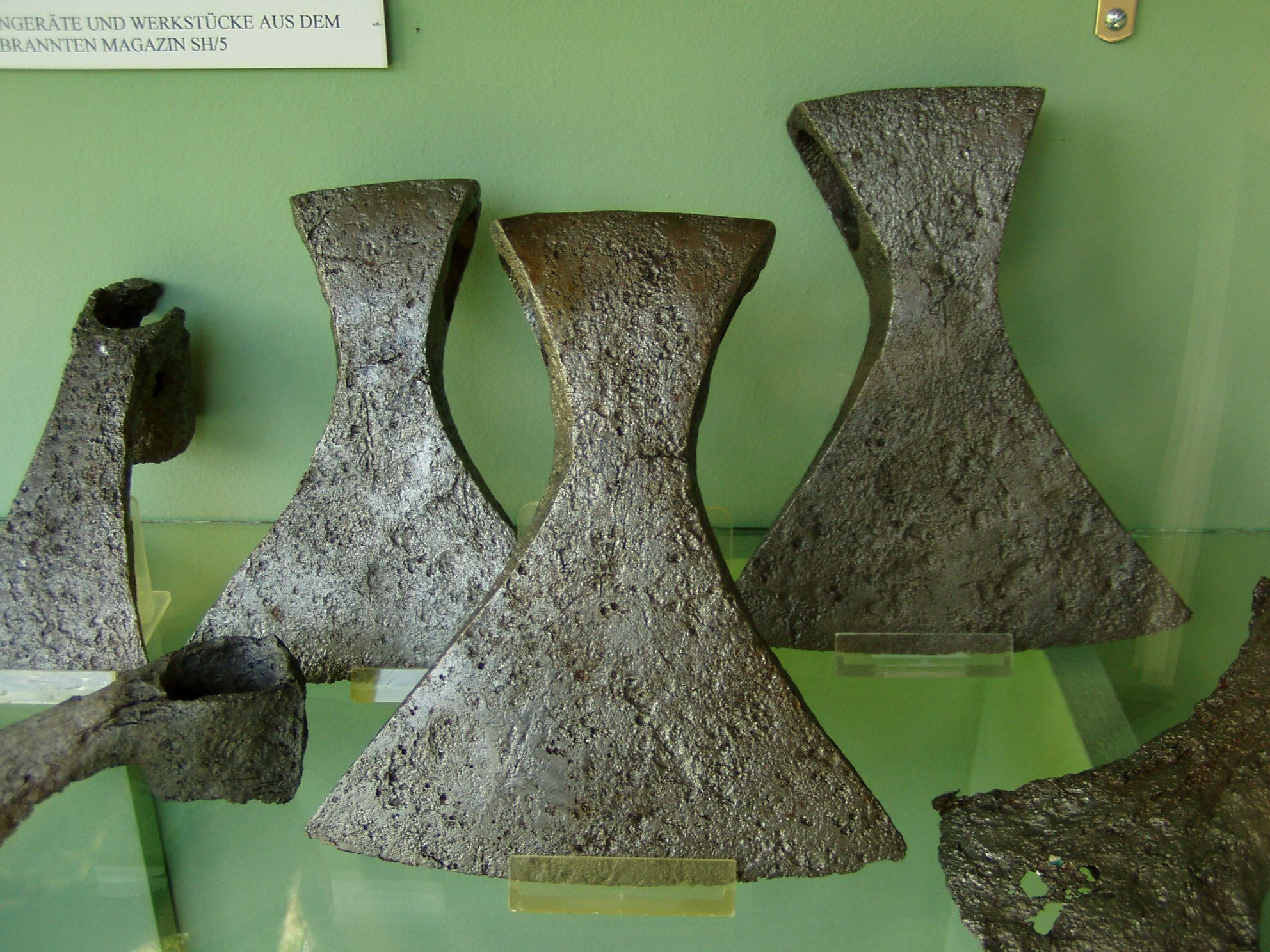
Сокири, один із багатьох залізних виробів, якими торгували в місті

Місто було головним центром торгівлі норійським залізом з Римською імперією. Тут залізо з району Хюттенберг частково перероблялося і продавалося в гуртових  масштабах. Знайдені круглі зливки (anuli), залізні зливки у формі ковадла (incudes), дископодібні залізні зливки (disci), сокири (secures), гачки і скоби (Unci), цвяхи, ножі, стамески, молотки, сітка тощо. Також торгували виробами з кольорових металів, які тут виготовляли. Вони були призначені для використання нориками, але також потрапляли до Італії. Крім того, тут обробляли золото та гірський кришталь та торгували ними.
Імпортували італійську кераміку, скляні посудини та металеві предмети.
Про наявність ряду верхньоіталійських торгових будинків свідчать багато збережених врізаних написів, ярликів гаманців (tesserae nummulariae) та облікових знаків (calculi). Покупці приходили з Риму, з італійських сільських міст і, насамперед, з Аквілеї.
При розкопках знайдені монети майже всіх номіналів римських монет пізньої республіки та ранньої імперської доби, а також норійські великі та дрібні срібні монети, що існували з першої половини І століття до нашої ери.

## Споруди на вершині гори

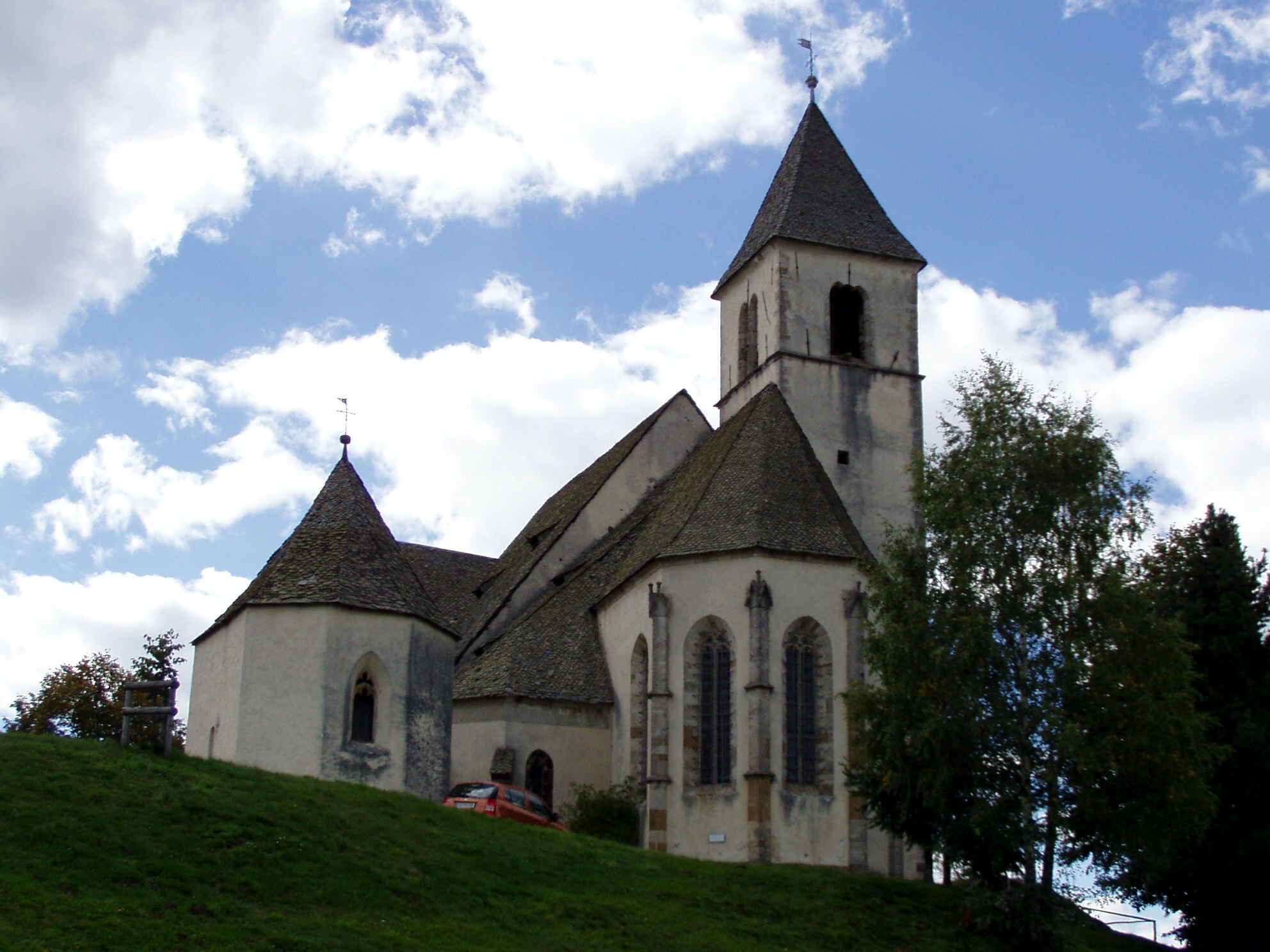
Залишки кельтського святилища знаходяться під церквою на вершині гори

На вершині гори було кельтське святилище, яке було оточене монументальним укріпленням, але практично ніякі розкопки тут не були законсервовані над землею. По дорозі до церкви видно лише кілька залишків стіни 30-метрового шлангового затвора та переднього ящика. По обидва боки стояли могутні бастіони. Перед воротами був розташований гласис розмірами 90×30 м. Вершинне плато було оточене подвійним кільцем стін. Зовнішні стіни були в основі до 2,1 м товщиною. Між стінами була траншея шириною до трьох метрів. Усередині цього укріплення було третє стінне кільце з третьою брамою. Ворота, ймовірно, мали мармурові фасади.
Розміри стін, технологія стін і види розчину свідчать про те, що комплекс був побудований римськими фортечними архітекторами. Комплекс був побудований в період до 20 р. до н.е. У пізній августо-тиберійський період він був зруйнований або розібраний. Невідомо чи комплекс був зруйнований після римської окупації 15 р. до н.е або під час землетрусу невдовзі після цього (про який висловлено припущення) і — оскільки він більше не функціонально не використовувався — більше не відбудовувався.
У місцевості на захід від церкви було розкопано споруду з кам'яним фундаментом на 50 см вище поверхні скелі, який був вкритий жовтим глинистим розчином. У скелі зроблені отвори під колоди, всередині ділянки є два котловани 1,5 м глибини. Вони були ретельно закопані й покриті мармуровими плитами. Знахідку, можливо, можна реконструювати як криту будівлю з двома ямами, подібну до пізньокельтських святилищ у Гурне-сюр-Аронді та Асі-Романс.
В районі церкви знаходився подіумний храм, реконструйований після аварійних розкопок у 2006 році таким чином: скеля на площі 25,5×16,5 м була горизонтально і вертикально випрямлена сплюснута так, що утворює приблизно на 2 м підняту платформу. Поверх неї споруджено подіум, облицьований крейгерським мармуром як скельні стіни, а підлога вкрита плитами. Через пропорції (подіум довжиною 85 римських футів, шириною 55 футів і висотою 7 футів) подіумний храм мав бути шестиколонним і доступним через сходи на заході. Старші знахідки з вершини, наприклад, човнаря (глиняну скульптуру слід розуміти як вотивну жертву), фрагмент жертовної чаші, частини статуї ризи, черепицю, антефікси, фрагменти карнизів тощо, можна також віднести до цієї будівлі. Ймовірно, тут помістили й Юнака з Магдаленсберга. Приблизно датою будівництва вважається час після середини І століття до нашої ери. Святилище використовувалося до пізньої античності, на відміну від решти міста.
Комплекс також можна трактувати як королівську резиденцію, хоча це залишається лише гіпотезою тому, що збереглися лише фундаменти стіни. Через розміри споруди та залучення римських архітекторів, те, що власником комплексу був лише король Норіки, ставиться під питання.

## Будівлі навколо форуму

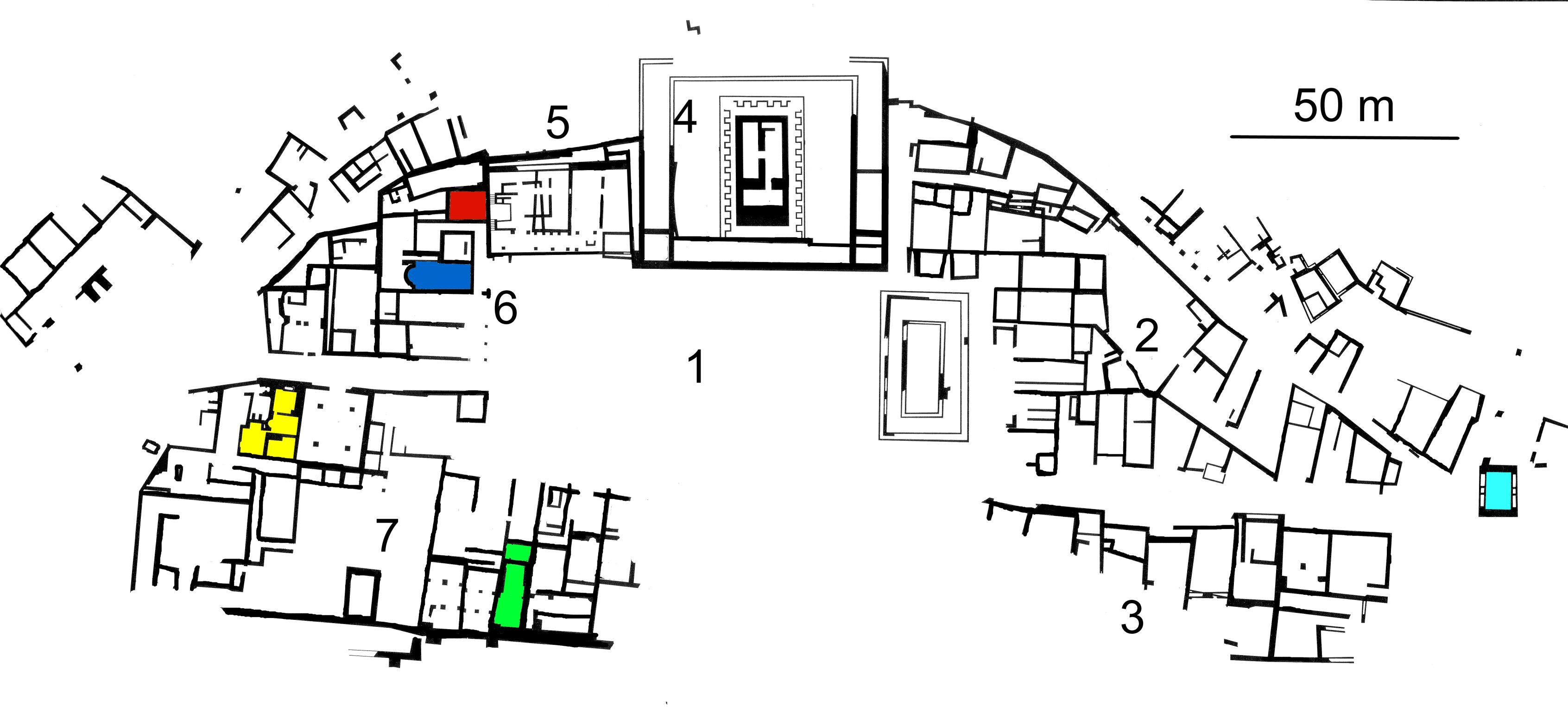
Карта поселення торговців навколо форуму. 1 — форум, 2 — майстерні (будівлі OR), 3 — будівлі, що виходять на південь (будівлі АА), 4 — храми, 5 — преторій, 6 — будівля представників, 7- терми, будинки на терасі та імперський золотоплавильний завод. Червоний = кімната К, синій = кімната А, жовтий = терми, зелений = кімната з золотоплавильними, бірюзовий = міські ворота

Центр римського поселення знаходився на південному схилі близько 200 метрів нижче вершини в невеликій улоговині. Тим не менш, щоб отримати рівну поверхню для форуму та навколишніх будівель, скелю та землю довелося зняти зі схилів та підсипати з південного боку.

### Форум і торгівля
Розмір форуму — 110 × 42 м. Шлях до вершини вів і веде по південній витягнутій стороні. У загальному облаштуванні форуму можна виділити два основні етапи: Базиліка торговців була розташована на східній стороні республіканського форуму часів Норійського королівства. Решта сторін були зайняті табернами торговців. Спочатку вони будувалися з дерева; дуже скоро їх замінили кам'яні будинки з підвалами. На західній стороні ще до окупації Норики римлянами була зведена базиліка Будівлі представників.
Імператорський форум був створений після римської окупації: базиліка торговців була знесена, її функції взяв на себе новозбудований преторій із західної північної сторони. З північного боку на місці розташованих тут таберн був збудований храм. Знесені таберни були замінені новими. Вони виконували функції магазинів і майстерень і мали великі розпашні двері.

### Храмова дільниця

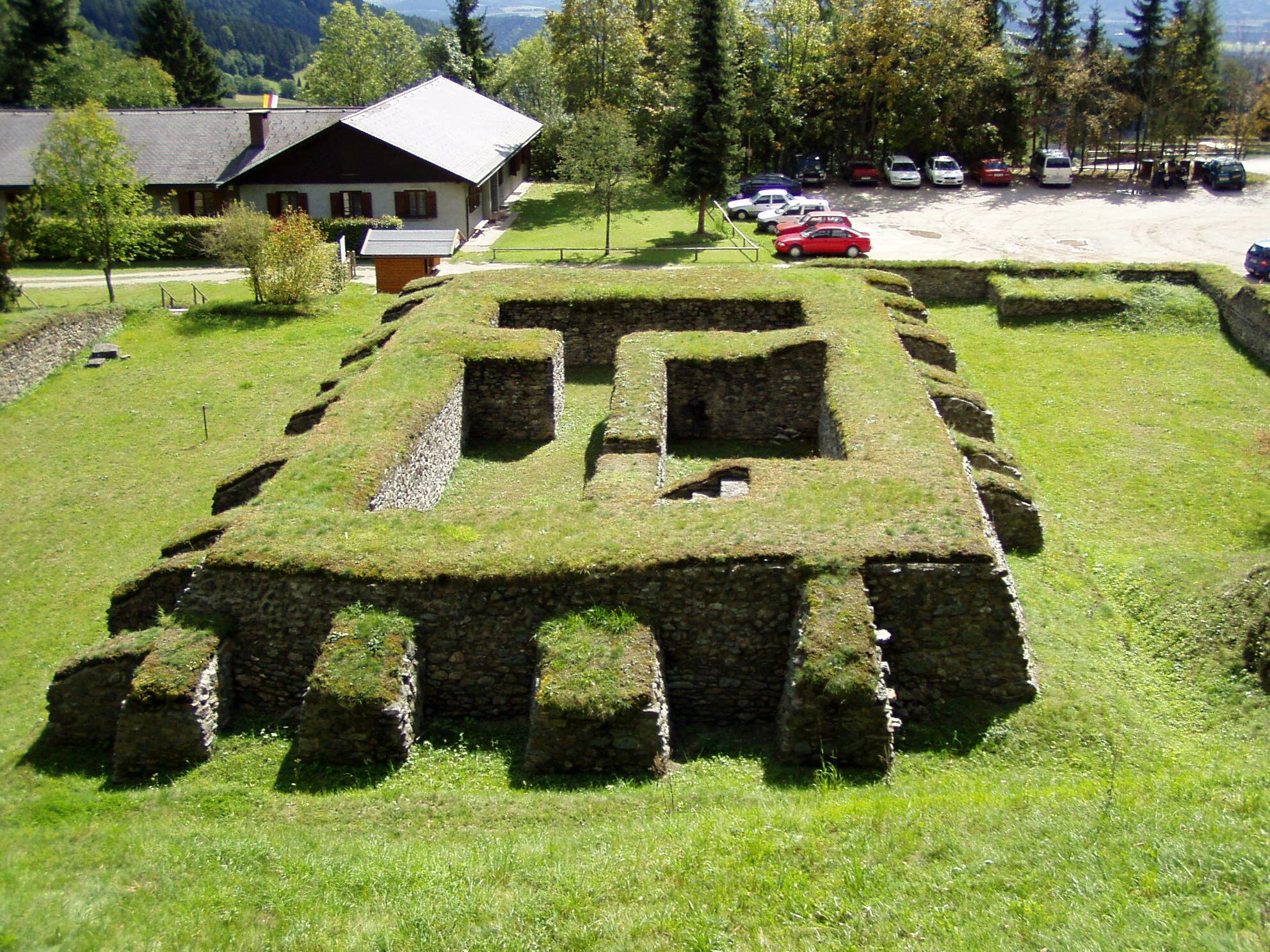
Храм, який видно зі схилу на північ; на задньому плані зліва сучасна будівля управління розкопами на місці купецької базиліки першого етапу будівництва, праворуч стоянка на місці форуму

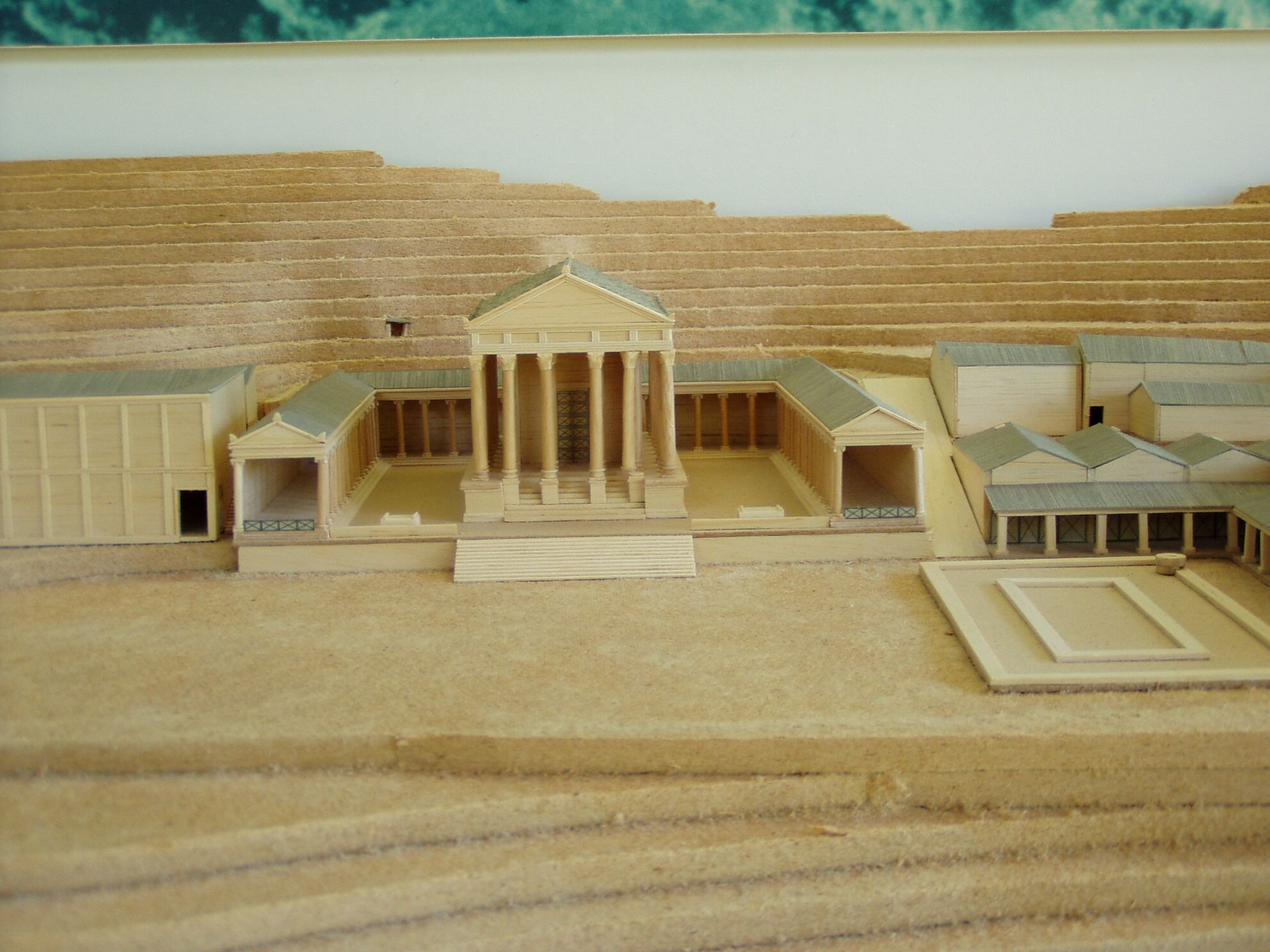
Реконструкція храму на останньому, незавершеному етапі будівництва

Храмовий район розташований посередині з північної сторони форуму на два метри вище, ніж з боку гори. Розміри району 54,6 × 45,3 м. В останньому проекті це був подіумний храм на 30 м довжини і 17,6 м ширини. Розмір целли 21 × 11 м і вона повинна була бути оточена одинадцятьма або шістьма колонами. По довгих сторонах був широкий двір і зала. Від храму залишилася лише підбудова з двома підвальними приміщеннями (favissae), до яких можна було потрапити по сходах з боку гори. Громадські кошти зберігалися в підвалі храму.
До цього храму існувала менша будівля. Обидві, ймовірно, були присвячені божествам Divus Augustus і Dea Roma. У цьому випадку храм був би найдавнішим зразком імператорського культу, відомим в Австрії сьогодні. Другий храм, розпочатий за часів Клавдія, залишився недобудованим; наприклад, відсутній вхід з форуму. Місто було залишено до завершення храму. Мармурове облицювання також відсутнє, ймовірно, воно було повторно використано у Вірунумі.
Для провінційного міста храм великий. Ймовірно, він стояв на місці старішого кельтського святилища. Так, у храмовому районі виявлено три гірничі ями, в одній з яких був знайдений штучно вирізаний купол людського черепа. З боку форуму збереглися залишки стін таберн середини 1 ст. до н. е.
У скельній стіні за храмом знайдене скельне святилище: відкрита ніша з вогнищем і місцем для вівтаря, за нею вал із черепками посуду та кісток (домашніх тварин, птиці, ведмедів, кабанів).

### Преторій
На захід від храмової території, на північній стороні форуму, був преторій (площа М). Будівля, схожа на базиліку, була резиденцією адміністрації. Площа мала 100 римських футів (29.6 м) у довжину й оточена з північної, південної та східної сторін залами, що забезпечують захист від дощу та сонця. На заході — подвійні сходи до консультаційної кімнати та подіум (трибунал або сугестус). На цьому подіумі представники Риму оголошували закони Риму, видавали укази та вели голосування.
Консультаційна кімната (кімната К) була прикрашена настінним розписом тиберійського періоду. Це був блочний розпис із різнокольоровими прямокутними блоками.
Однак сьогодні таке тлумачення викликає сумніви. Інша інтерпретація комплексу будівель вважає його базилікою, tabularium та кімнатою зібрань. У цьому випадку резиденцією адміністрації пропонують ледь досліджену будівлю на плато на північний захід над форумом.

### Будівля представників

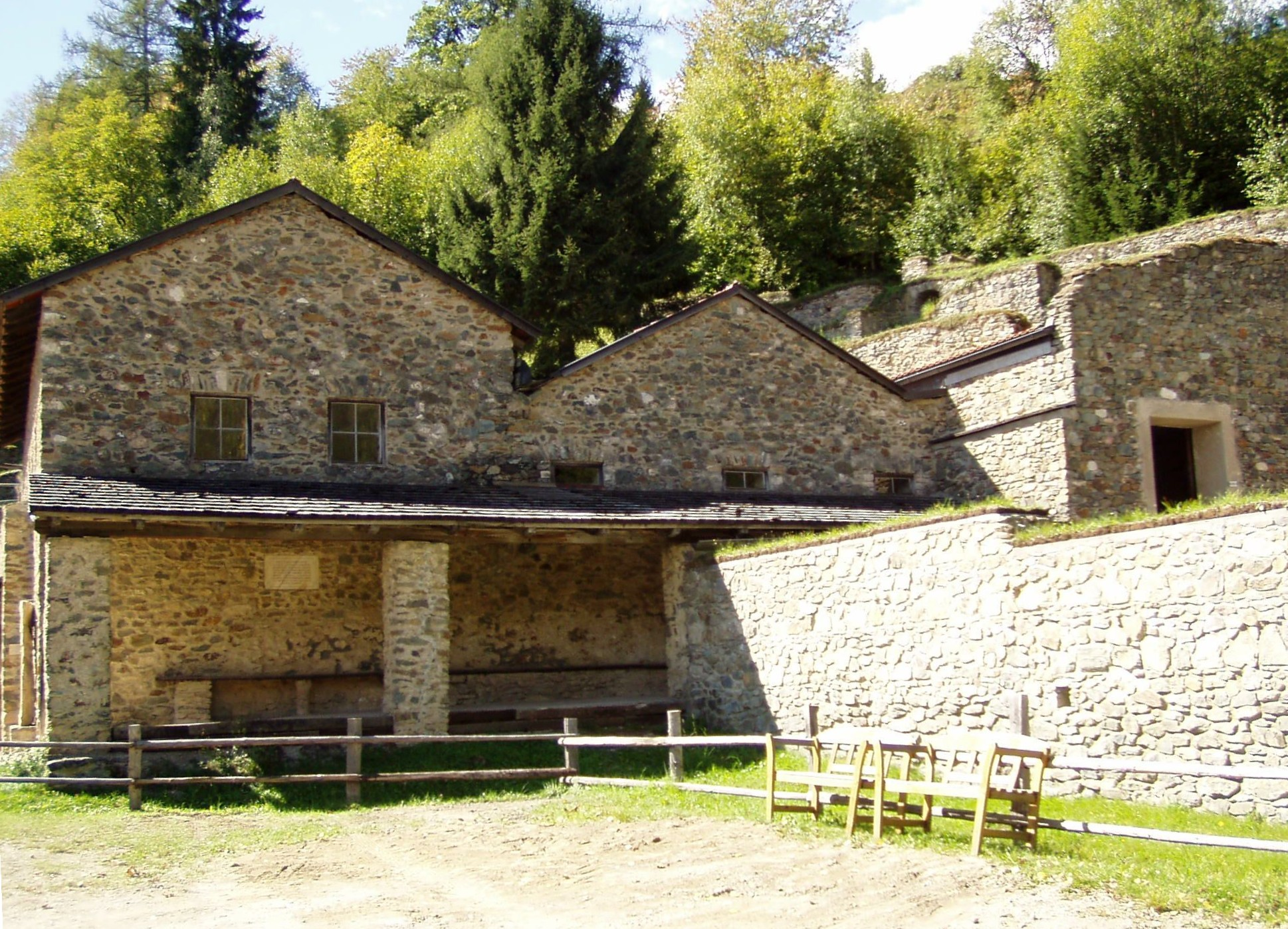
Будівля представників на форумі

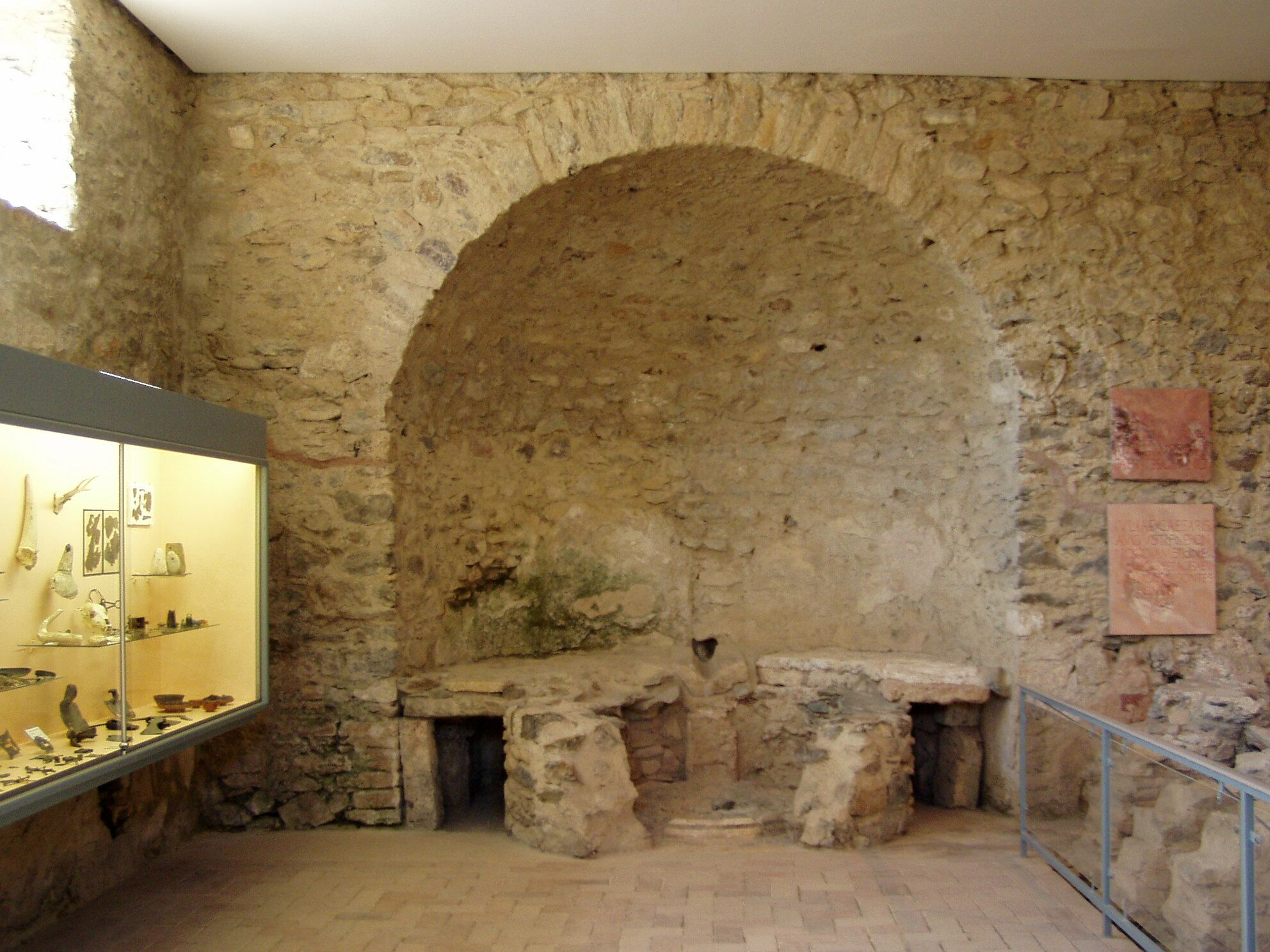
Апсида в кімнаті А Будівлі представників; можна побачити залишки водойми

Використання Будівлі представників з часом змінювалося, що було пов'язано з неодноразовими ремонтами. Вона розташована у комплексі будівель, орієнтованому з півночі на південь, на західній стороні форуму. Комплекс поділено на три блоки з гірської (північної) сторони, триповерховий з невеликими кімнатами (кімнати L, V, W, K), центральний блок (A — E, I, J) та згодом додана частина з двох залів (кімнати F, G). Середній блок є будівлею представників і складається з вхідного коридору, передпокою, нішевої кімнати та залу з апсидою (А).
Під час першого етапу будівництва, за часів римських торговців, кімната А з апсидою була частиною 12-метрової базиліки. Це могла бути канцелярія magistri, адміністратора ринку. Другий період будівництва збігається з римською окупацією 15 р. до н. е. Базиліку переобладнали на трикімнатну будівлю з вхідним коридором. У кімнаті А (гіпокауст) було встановлено підігрів підлоги, а в апсиді споруджено водозбірник. Ймовірно, з північного боку була ванна. Все це говорить про його використання як будівлі для купання (терм). Це припущення підтверджується наявністю водосховища на захід від будівлі, від якого в будівлю веде свинцева труба.
Початок третього періоду будівництва співпадає з пожежею 15 року нашої ери. Планування кімнат збережено, в кімнаті А підлогу підняли приблизно на один метр і перебудували водозбірник. Імовірно, вона служила кімнатою для засідань, в якій представники Риму обговорювали державну політику з емісарами норічних племен. Приміщення В з 13 стіновими нішами використовувалося як архів.

### Житлово-цеховий район
Житловий і цеховий район, так звані будівлі NG, лежали вздовж схилу гори на схід від форуму торговців. Тут розташовувалися великі майстерні з обробки кольорових металів. Були розкопані відповідні плавильні печі, а також чайники, відра, пляшки, горщики та брошки місцевого дизайну, які тут виготовлялися.
Будинки розташовані кількома терасами, на нижній терасі також розташовані житлові будинки. Добре збережений будинок NG/ 33 складається з кількох кімнат. У спальні була підлога тераццо, у вітальні — цементна стяжка і нішова піч. Ненесучі стіни складалися з фахверка (opus craticium) — мережі прутів, закиданих будівельним розчином.
На старовинній дорозі на схід у найвищій точці на краю котловини стояли вже згадані подвійні ворота. Вони були побудовані в тиберійський період (після 14 р. н. е.), коли також був перепланований весь центр міста. Оскільки поселення продовжується на схід від воріт, то це не міська брама, а представницька споруда.
На верхній терасі є ряд невеликих майстерень на дорозі, що йде від подвійних воріт під гострим кутом до головної дороги назад на захід.

### Будинки південного схилу
На південь від форуму розташовані великі житлові будинки на кількох переважно штучно створених терасах. Серед будівель, які зараз видно, є менші, неправильні будинки приблизно 30 р. до н. е. У часи Тиберія вони були замінені будинками правильної форми, іноді двоповерховими, внутрішньою площею до 150 м². Більшість верхніх поверхів були дерев'яними, деякі з них використовувалися як склади чи магазини.

### Будинки АА
Ці будівлі розташовані під дорогою, яка прорізає місце розкопок, а також тоді служила під'їздом. Тут розташована велика будівля, яка включає в себе великі за розміром шестикімнатну купальну зону (терми), пекарню, кухню і внутрішній двір (перистиль) площею 19×24 м. Ця будівля була зведена в тиберійсько-клавдійський період на давніших спорудах, схожих на таберни.

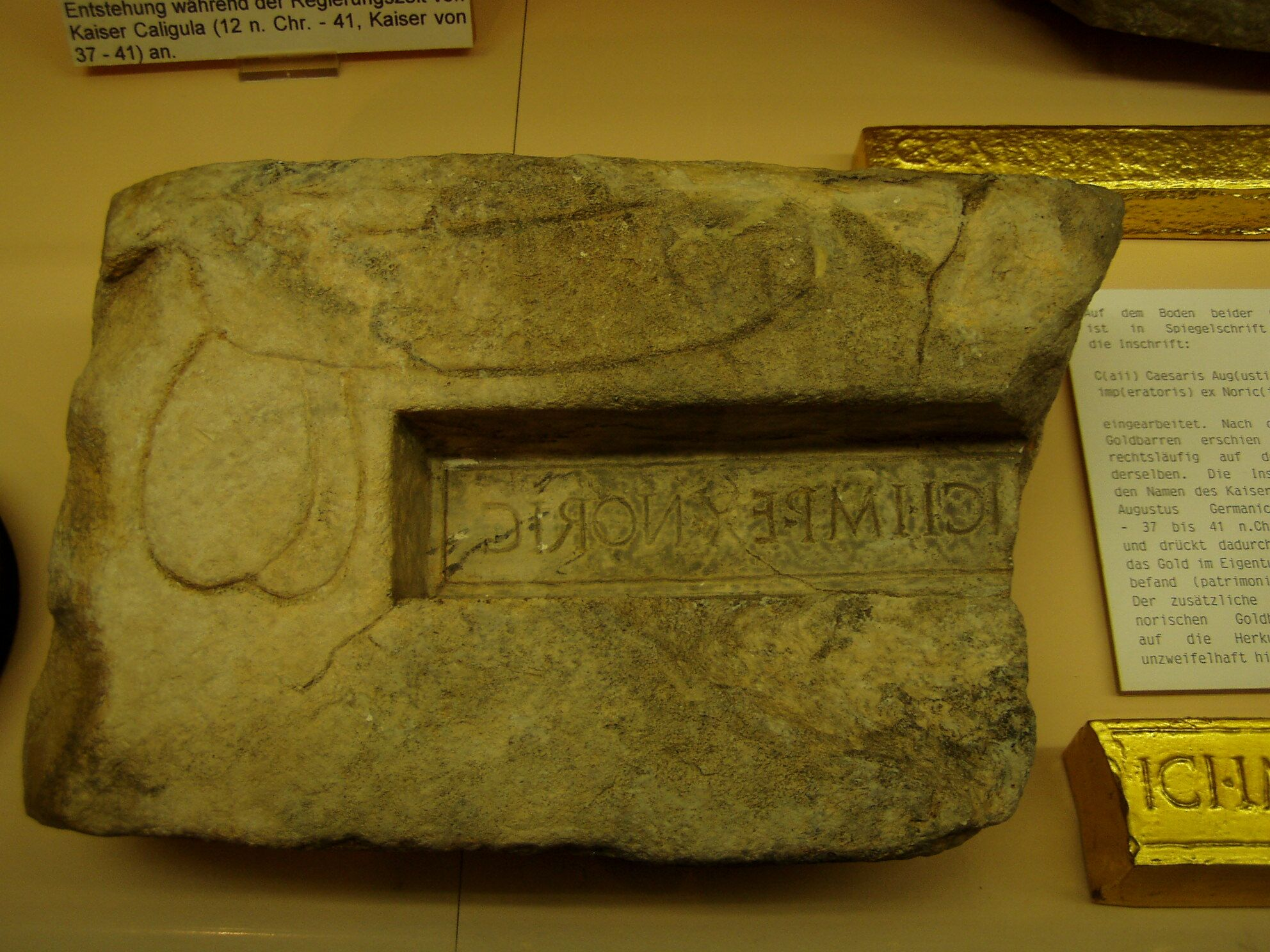
Форми для лиття зливків з розплавленого золота

На сході трьома терасами примикають нижні будівлі АА. Деякі з них є двоповерховими витягнутими спорудами з висотою хребтів до 15 м. За часів імператора Калігули в цих будівлях був створений імперський золотоплавильний завод. Під час розкопок тут було знайдено дві форми для золотих зливків і 50 каменів гірського кришталю вагою до 50 кг. У двох приміщеннях, які були оточені стінами до 13 і до яких можна було потрапити лише дерев'яними сходами, виявлено залишки 19 золотоплавильних печей. Золото, що оброблялося тут, надходило з Гаштайнер Тауерн. Поруч із цим приміщенням був склад (АА / 44) із суміжним приміщенням, схожим на сейф (Тезаурос, АА / 45). Тип напису на формах свідчить про те, що зливки золота були імператорською власністю.

### Будівництво
Більшість стін побудовано методом opus incertum. Для цього дві зовнішні оболонки з бутового каменю неправильної форми були з'єднані з внутрішньою бетонною серцевиною, яка змішана з уламками гірських порід, шлаком та залишками деревного вугілля. Більшість каменів для будівель були видобуті на місці: для багатьох будівель площу фундаменту спочатку потрібно було видовбати з крутого рельєфу, а отриманий камінь використовували для стін. Інше каміння було видобуто з кар'єрів на північній стороні гори. Камені переважно (близько 95 відсотків) є ордовицькими туфами /туфітами та базальтами. Мурована кладка (opus caementitium) була використана для будівництва водозбору прощею 6 × 10 м під купальним корпусом (термами). Консистенція бетону відповідає сучасним стандартам (DIN 1045 для бетону В1 класу міцності В5). Для підлоги в кімнаті А будинку представників для армування бетонної підлоги використані залізні прути з ferrum noricum. Враховуючи рік побудови близько 15 н. е. це є найдавнішим відомим свідченням використання сталі в бетонних стелях.

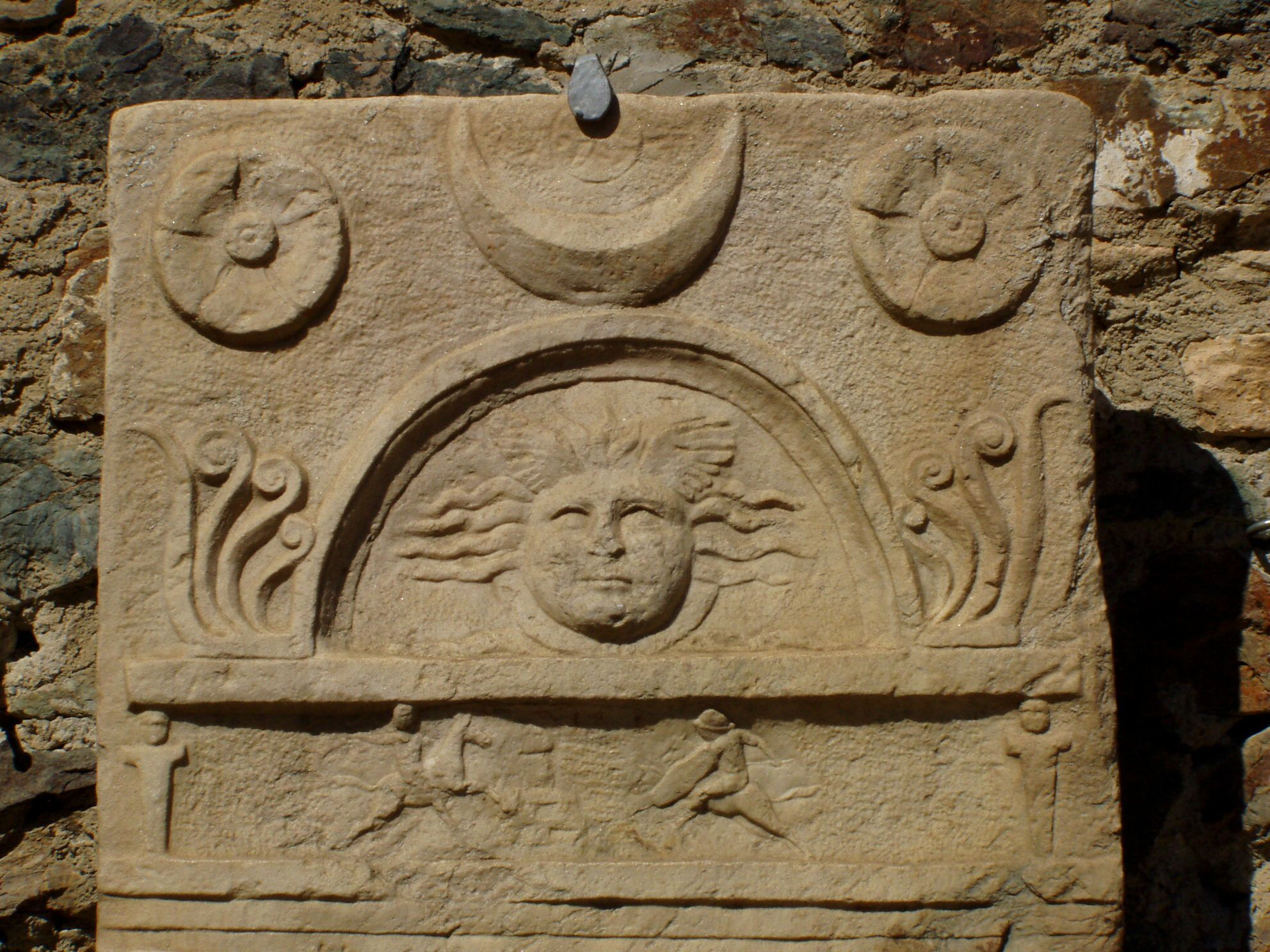
Мармурова могильна стела К.Ветція

Мармур використовувався для похоронних стел і для облицювання офіційних будівель. Від облицювання залишилося мало; ймовірно, воно було повторно використано для будівництва Вірунума. У перші роки існування міста для могильних стел використовувався нижчий за якістю мармур із довколишніх родовищ; пізніше — ймовірно, із зростанням процвітання — мармур привозили з каменярень у Гуммерні, Красталі та зі Шпітцелофена, які по прямій були віддалені до 50 км.
На Магдаленсберзі майже повністю відсутня обпалена черепиця. Обговорюються два варіанти: будинки були вкриті лише дерев'яною черепицею, або черепиця була повторно використана для будівництва Вірунума.

### Фрески

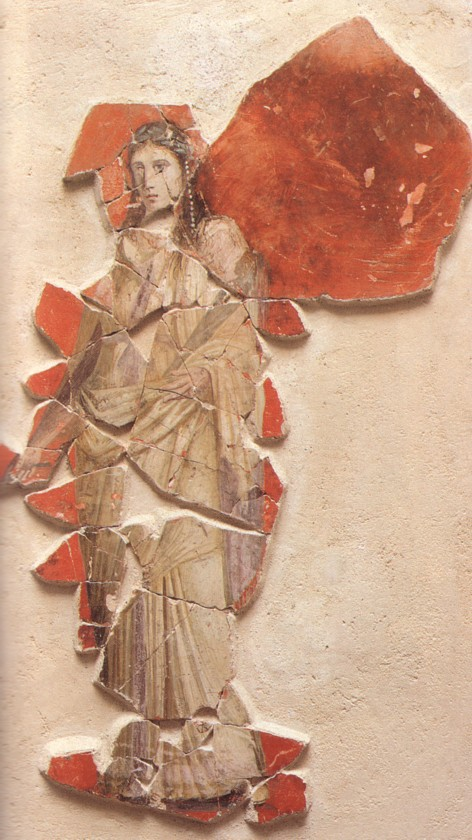
Іфігенія Таврійська, частина вакханських фресок з кімнати АА / 15

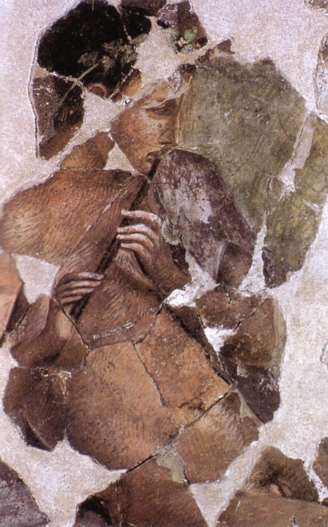
Пастух, який грає на флейті з кімнати АА/15

Настінні розписи знайдено в кількох ділянках міста. Час виникнення охоплює близько 80 років, від періоду пізнього Цезаря до пізнього Тиберія. Не має розписів стін лише з останньої клавдієвської фази будівництва, оскільки ці будівлі не були завершені. Стильова подібність до настінного розпису класичного італійського півдня дуже сильна, художня якість художників висока, тому не можна казати про провінційність мистецтва міста. Тут також можна використовувати класифікацію стилів для помпейських фресок, і за нею можна побачити такі стилі:
- Простий другий стиль, після середини 1-го ст. до н. е. можна знайти в підземній кімнаті OR / 23. На чотирьох стінових панелях на південній і західній стінах зображені фігури богів, у тому числі Афіни зі щитом і Афродіти з малюком Еросом. Афродіта є грецькою роботою незабаром після середини 1 ст. до н. е.[19]

- Зрілий третій стиль часів Тиберія представлений у кімнаті К з уже згаданими фресками. На трьох реконструйованих стінах є десять різнокольорових ділянок. Пофарбована в чорний колір базова смуга проходить через усі стіни. Західна стіна складається з трьох частин, бічні білі ділянки обрамлені темно-червоним кольором, середня ділянка є світло-червоною зоною на небесно-блакитному тлі. Ця середня частина мала розмальований фриз у верхній частині із стрибаючими дельфінами та золотими раковинами. Північна стіна має п'ять ділянок — почергово білих та жовтих, де білі ділянки обрамлені жовтим, а жовті — темно-червоним. Білу центральну ділянку оточують дві колони з іонічними капітелями та фронтон, розписаний орнаментальним фризом. На східній стіні є дві білих ділянки, обрамлені темно-червоним. У верхній частині всіх трьох стін є арочний фриз, що намальований в перспективі і спирається на консолі. У спандрелях можна бачити черепи биків і цимбали.[20]
- Цим періодом також датуються фрески, фрагментарно вилучені з завалів у кімнаті АА/15 і повторно зібрані, так званий комплекс Іфігенії[21]. Вважається, що художник був майстром з еллінізованого південного сходу Середземномор'я, який навчався грецькому живопису, а також грецькій поезії. Міфологічні персонажі тут романтично покращені.[22] Після того, як тіні були відкинуті, вдалося реконструювати розташування фігур у кімнаті. Збереглися або ідентифіковані такі сцени: навпроти входу в кімнату була сцена Аїда з Тесеєм і Пейрітоєм перед Персефоною, в якій двох друзів карають за спробу викрасти Персефону з Аїда. На стіні ліворуч — сцена з пастухом: голий юнак сидить і грає на поперечній флейті, а насуплений літній пастух і вівці уважно слухають. На передньому плані — флейта Пана, на задньому — гірський бог як суддя змагань (Агон). Також на лівій стіні були три ізольовані фігури: Діоніс і двоє танцюючих дівчат, яких можна ідентифікувати як Кассандру та Іно. Зображення Діоніса відповідає вакхам Евріпіда. На правій стіні була зображена Іфігенія з розпущеним волоссям, лавровим вінком, золотим намистом, та зеленуватим ідолом в руці — статуєю Артеміди.[23]

## Археологічний парк Магдаленсберг
Після залишення поселення занепало і було забуте. Однак найпізніше з моменту відкриття Юнака з Магдаленсберг 1502 року було відомо про більш раннє поселення. Розташування церкви прямо над кельтським валом свідчить про те, що вершина постійно використовувалася як святилище. Перші розкопки відбулися в середині 19 ст. З 1948 року проводяться щорічні розкопки, під час яких будівлі, більшість з яких сьогодні доступні як музей під відкритим небом на території форуму, були розкопані, консервовані, а в деяких випадках відбудовані. Археологічний парк Магдаленсберг є філією Державного музею Каринтії.
Екскурсія Археологічним парком проходить по 11 зупинках:
- 1. Форум торговців і торговий квартал
- 2. Фрески
- 3. Жилий квартал / музейна освіта
- 4. Квартал майстерень
- 5. Подвійні ворота
- 6. Храмова дільниця
- 7. Преторій, базиліка
- 8. Будівля представників
- 9. Лапідарій
- 10. Будинки на терасах з ванною кімнатою
- 11. Ливарне виробництво золотих злитків

## Вебпосилання
- Gernot Piccotini: Alt-Virunum — місто на Магдаленсберг
- Археологічний парк Магдаленсберг [Архівовано 5 березня 2016 у Wayback Machine.]